# Рязанский областной комитет КПСС
Рязанский областной комитет КПСС — орган управления структур КПСС (до октября 1952 г. — ВКП(б)) на территории Рязанской области с 1938 по 1991 гг.

## История
Областной комитет образован в 1938 году через год после образования Рязанской области.
В январе 1963 года в результате административной реформы разделён на промышленный и сельский, но в декабре 1964 года обкомы вновь объединены.
В августе 1991 года обком был упразднён.

## 1-е секретари
- 05.07.1938[1] —25.09.1943 — Тарасов, Степан Никонович
- 25.09.1943 — 20.04.1948 — Марфин, Алексей Ильич
- 20.04.1948 — 18.11.1948 — Малов, Сергей Иванович
- 18.11.1948 — 22.09.1960 — Ларионов, Алексей Николаевич
- 30.09.1960 — 15.01.1963 — Гришин, Константин Николаевич
  - 15.01.1963 — 15.12.1964 — Гришин, Константин Николаевич Сельский областной комитет
  - 18.01.1963 — 15.12.1964 — Бордылёнок, Николай Андреевич Промышленный областной комитет
- 15.12.1964 — 12.01.1967 — Гришин, Константин Николаевич
- 12.01.1967 — 14.12.1985 — Приезжев, Николай Семёнович
- 14.12.1985 — 19.06.1987 — Смольский, Павел Александрович
- 07.1987 — .08.1991 — Хитрун, Леонид Иванович

## 2-е секретари
- 1938—1941 — Мамонов, Фёдор Антонович
- 1941—1947 — Иванов, Иван Иванович
- 1947—1948 — Александрюк, Пётр Ильич
- 11.1948 — 1949 — Кузьменко, Павел Васильевич
- 1951 — 01.1954 — Жарич, Феодосий Григорьевич
- 01.1954 — 06.01.1961 — Чачин, Кирилл Фёдорович
- 06.01.1961 — 01.1963 — Приезжев, Николай Семёнович
  - 15.01.1963 — 15.12.1964 — Макаров, Александр Тимофеевич Сельский областной комитет
- 15.12.1964 — 14.10.1975 — Бордылёнок, Николай Андреевич
- 1975—1976 — Ковалёв, Сергей Иванович
- 1981—1988 — Попов, Василий Павлович